# KAT-TUN
KAT-TUN je japonská popová skupina (idolová skupina) založená v roce 2001 agenturou Johnny’s Entertainment. Její název se skládá z počátečních písmen jmen jejích původních členů Kamenaši Kazuja, Akaniši Džin, Taguči Džunnosuke, Tanaka Kóki, Ueda Tacuja, Nakamaru Júiči.
V současné době tvoří skupinu tři členové a to Kamenaši Kazuja, Nakamaru Júiči a Ueda Tacuja.
Jako většina j-pop idolů se členové KAT-TUN věnují kromě hudby a tance i herectví a mají vlastní televizní show "Cartoon KAT-TUN". Je to jedna z nejpopulárnějších skupin v Japonsku a jejich debutového alba se prodalo přes milion kusů, což je japonský rekord.
V roce 2001 se člen "KinKi Kids" Kóiči Dómoto (堂本 光一) rozhodl vytvořit taneční skupinu, která by ho doprovázela při jeho vystoupeních. Vybral si Kamenašiho, Akanišiho, Tagučiho, Tanaku, Uedu a Nakamaru a pojmenoval je KAT-TUN. Původně měli zůstat jen u tančení, ale přitáhli na sebe tolik pozornosti, že se z nich stala regulérní j-popová skupina.
22. března 2006 vydali dlouho očekávaný debutový singl "Real Face", zároveň s ním vyšlo i album "Best of KAT-TUN" a koncertní DVD "Real Face Movie".
V období mezi 12. říjnem 2006 a 19. dubnem 2007 se Džin Akaniši věnoval studiu v USA a KAT-TUN bez něj vydali album "Cartoon KAT-TUN II YOU" a singl "Bokura no Mači De".
Po svém návratu se Džin opět připojil ke skupině a 6. června vydali společně čtvrtý singl "Jorokobi no Uta".
Později se Akaniši Džin oženil a odstěhoval do Ameriky. V současnosti je tedy členů pouze 5.
KAT-TUN mají i svou televizní show s názvem Cartoon KAT-TUN. Zvou si do ní různé osobnosti, kterým dají dopředu vyplnit dotazník o 100 otázkách a následně s nimi ty zajímavé probírají. Součástí této show je "DAT-TUN 5", kdy se v šipkách utkají členové KAT-TUN se zvláštním hostem. Tato show se vysílá od 4. dubna 2007 a jejími hosty byli například zpěvačka AI (zúčastnila se koncertu LIVE EARTH Tokio), Musaši (kikcboxer), členky japonské fotbalové reprezentace, nebo americká R´n B hvězda Ne-Yo a jako speciální host "DAT-TUN 5" se objevila Avril Lavigne, jejíž song "Girlfriend" zaznívá v úvodu každého dílu.
KAT-TUN se objevily v několika muzikálech a dvakrát do týdne uvádí show v rádiu.
Písně:
Butterfly
D motion
12 o'clock
Real face
Affection
Destiny
1582
Don't you ever stop
Lovejuice
Hell, no
Harukana Yakusoku
Kizuna
Lips
Six Sences
Star rider
Signal
Song
Taboo
Rescue
Run for you
Keep the faith a další

## Členové

### Současní členové
- Kamenaši Kazuja (亀梨 和也 *23. 2. 1986)
- Ueda Tacuja (上田 竜也 *4. 10. 1983)
- Nakamaru Júiči (中丸 雄一 *4. 9. 1983)

### Dřívější členové
- Akaniši Džin (赤西 仁 *4. 7. 1984)
- Taguči Džunnosuke (田口 淳之介 *29. 11. 1985)
- Tanaka Kóki (田中 聖 *5. 11. 1985)